# Acolytes Protection Agency
Pour les articles homonymes, voir APA.
Palmarès
WWF Tag Team Championship (3 fois) 
OVW Southern Tag Team Championship (1 fois)
MCW Southern Tag Team Championship (1 fois)
L'Acolytes Protection Agency (APA) était une équipe américaine de catcheurs américains composée de Bradshaw et Farooq. Il s'agit d'une équipe dite de "tag team" et leur gimmick est d'être les gardes du corps d'autres catcheurs. 

## Carrière

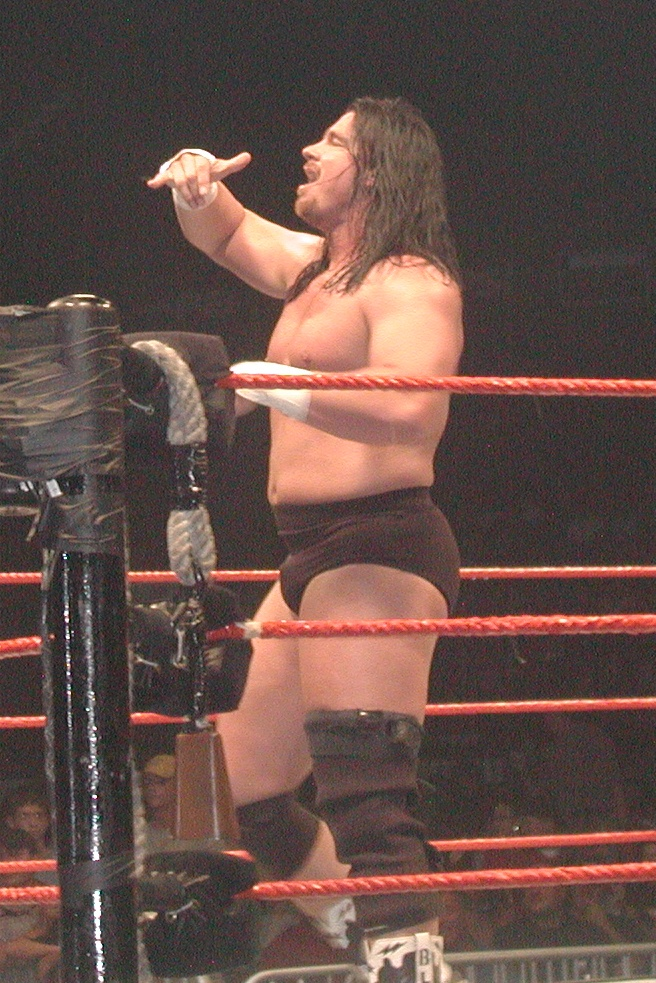
Bradshaw en septembre 2002.

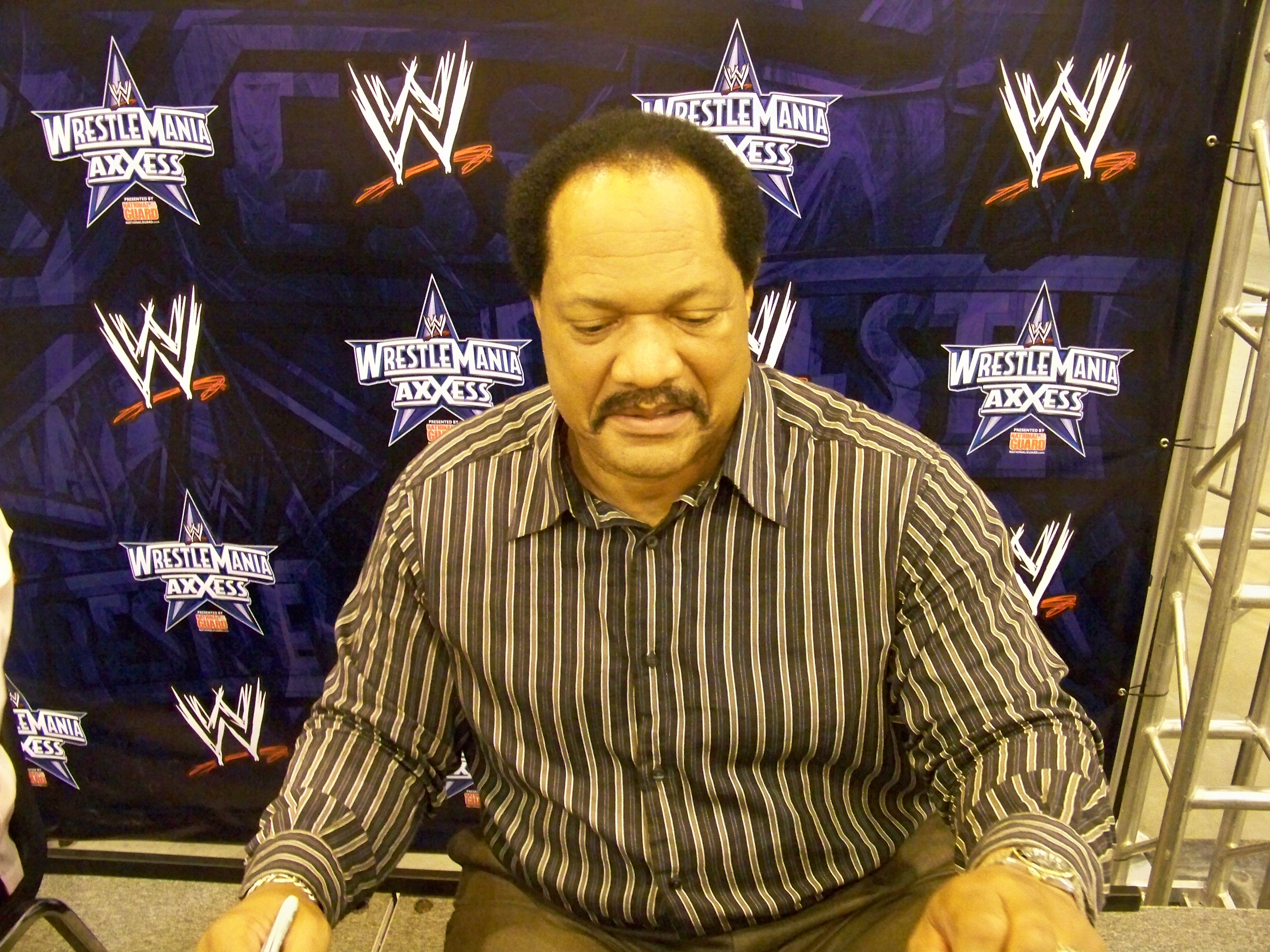
Farooq.

### The Acolytes (1999–2000)
Ensemble ils gagneront le WWF Tag Team Championship trois fois à la WWF (maintenant appelée WWE) en 1999 et 2001. Bradshaw remporte le WWE European Championship en octobre 2001 en battant Cyclone Helms.

### Acolytes Protection Agency (2000–2003)
Le 31 janvier 2000, lors de la 1re édition de RAW, durant le début des The Radicalz, la Mean Street Posse a demandé aux Acolytes de les protéger, ce qu'ils ont refusé de faire, jusqu'à ce que le Posse propose de les payer. Bradshaw a alors commencé Acolytes Protection Agency (APA) et les deux catcheurs ont alors joué les gardes du corps pour d'autres catcheurs. Ce gimmick a été créé par Bradshaw. Pour renforcer le renforcer, l'APA a commencé à apparaître hebdomadairement dans un bureau dans les coulisses, surnommé le Bureau APA, où ils jouent aux cartes avec des légendes de la WWE ou avec des superstars. 
Le 26 juin 2000 à Raw Is War, l'APA a remporté une bataille royale contre sept autres équipes pour participer au Tag Team Championship détenu par Edge et Christian. Dans les semaines précédant l'événement Fully Loaded, Edge et Christian ont évité de défendre leur titre de Tag Team Championship contre l'APA en faisant des matchs individuels où Edge a battu Bradshaw et Farooq a battu Christian. À Fully Loaded, l'APA a remporté le match par disqualification, mais Edge et Christian ont conservé leur titre Tag Team Championship suivant les règles de la WWF. Ils font une apparition au 1000e épisode Raw, pour sauver Lita de son match contre Heath Slater

## Palmarès
- Memphis Championship Wrestling (en)
  - MCW Southern Tag Team Championship : 1 fois en 2001[3]

- Ohio Valley Wrestling
  - OVW Southern Tag Team Championship : 1 fois en 2003[4]

- World Wrestling Federation / World Wrestling Entertainment
  - WWF Tag Team Championship : 3 fois[1],[5]
    - en 1999 face à X-Pac et Kane
    - en 1999 face aux Hardy Boyz
    - en 2001 face aux Dudley Boyz[6]